# Fondation Gansong d'art et de culture

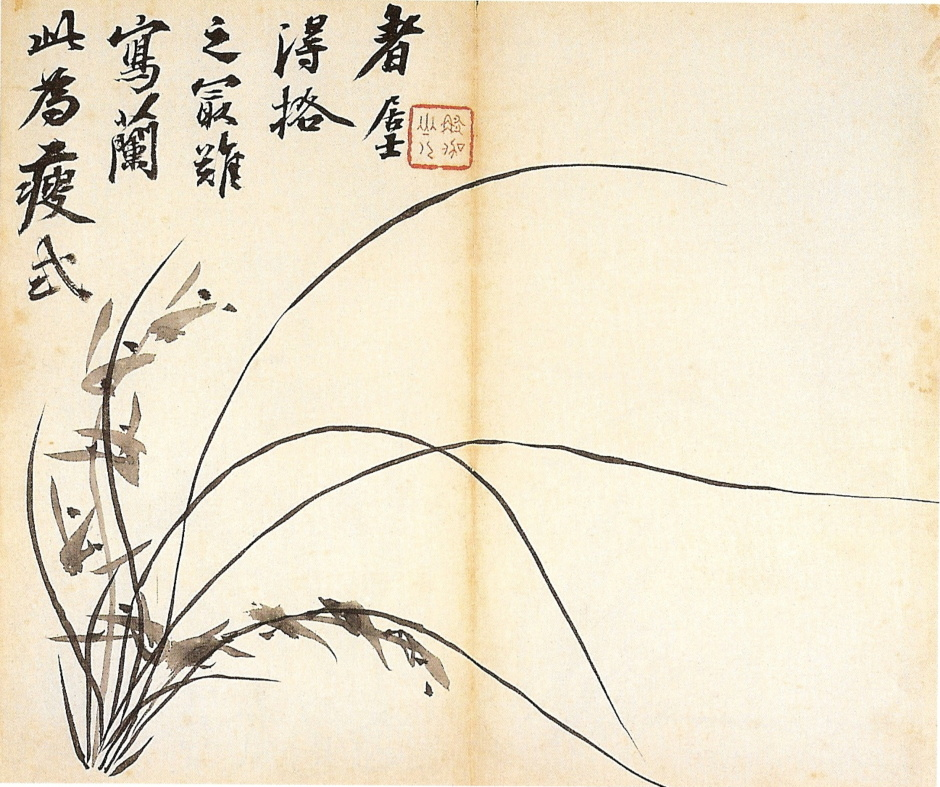
Calligraphie réalisée par Chusa (1786-1856)

La Fondation Gansong d'art et de culture (간송미술) est un musée privé de Corée du Sud situé dans le quartier résidentiel de Seongbuk-gu à Séoul au 97-1 Seongbuk-dong. Il a été fondé en 1938 par Jeon Hyeongpil (1906-1962), un collectionneur qui utilisait le pseudonyme de Gansong. Le musée porte donc le nom de son fondateur. Le but de cette fondation était de rassembler les œuvres d'art coréennes pour éviter leur départ vers l'étranger, en particulier le Japon, alors puissance coloniale. 
Depuis sa réouverture en octobre 1971, il n'accueille le public que 4 semaines par an, 2 en mai et 2 en octobre pour des expositions thématiques. La haute qualité de ses collections fait que chaque année, il accueille plusieurs centaines de milliers de visiteurs sur ses 13 223 m².
Les collections sont composées de céramiques, de sculptures, de peintures et de calligraphies. Plusieurs pièces ont été classées comme trésor national, entre autres :
- le Hunmin Jeongeum (n° 70), texte introduisant l'écriture hangeul
- le Dongguk Jeonggun (n° 71), dictionnaire de prononciation du coréen
- une triade de Bouddha doré de 563 (n° 72)
- l'album de peintures de Hyewon (n° 135)
- un pot à vin en céladon en forme de singe (n° 270)

Les visiteurs peuvent voir des expositions temporaires d'art coréen au second niveau du musée au Dongdaemun Design Plaza (DDP).

## Galerie

Céladon maebyeong. Dynastie Goryeo, première moitié du XIIIe siècle. H. 42 cm.Trésor national n° 68.
Hunmin Jeongeum, premier ouvrage décrivant le hangul; 1446
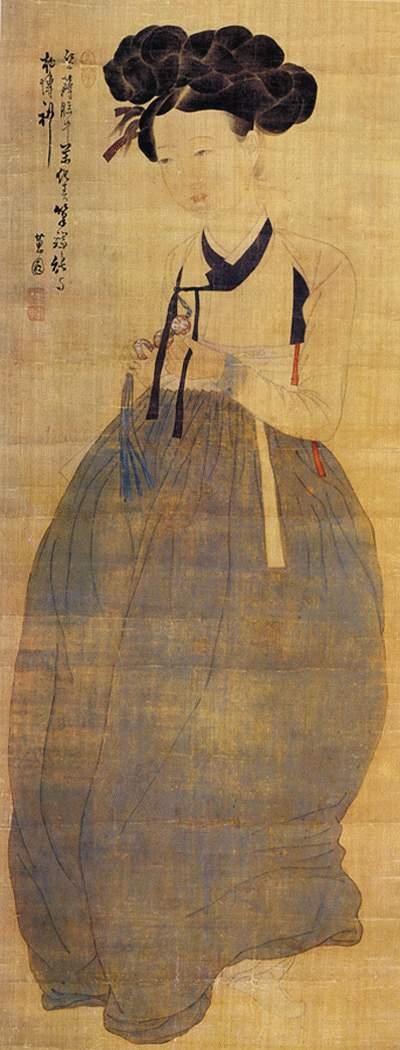
Une beauté, encre et couleurs légères sur papier, Hyewon. Période Joseon
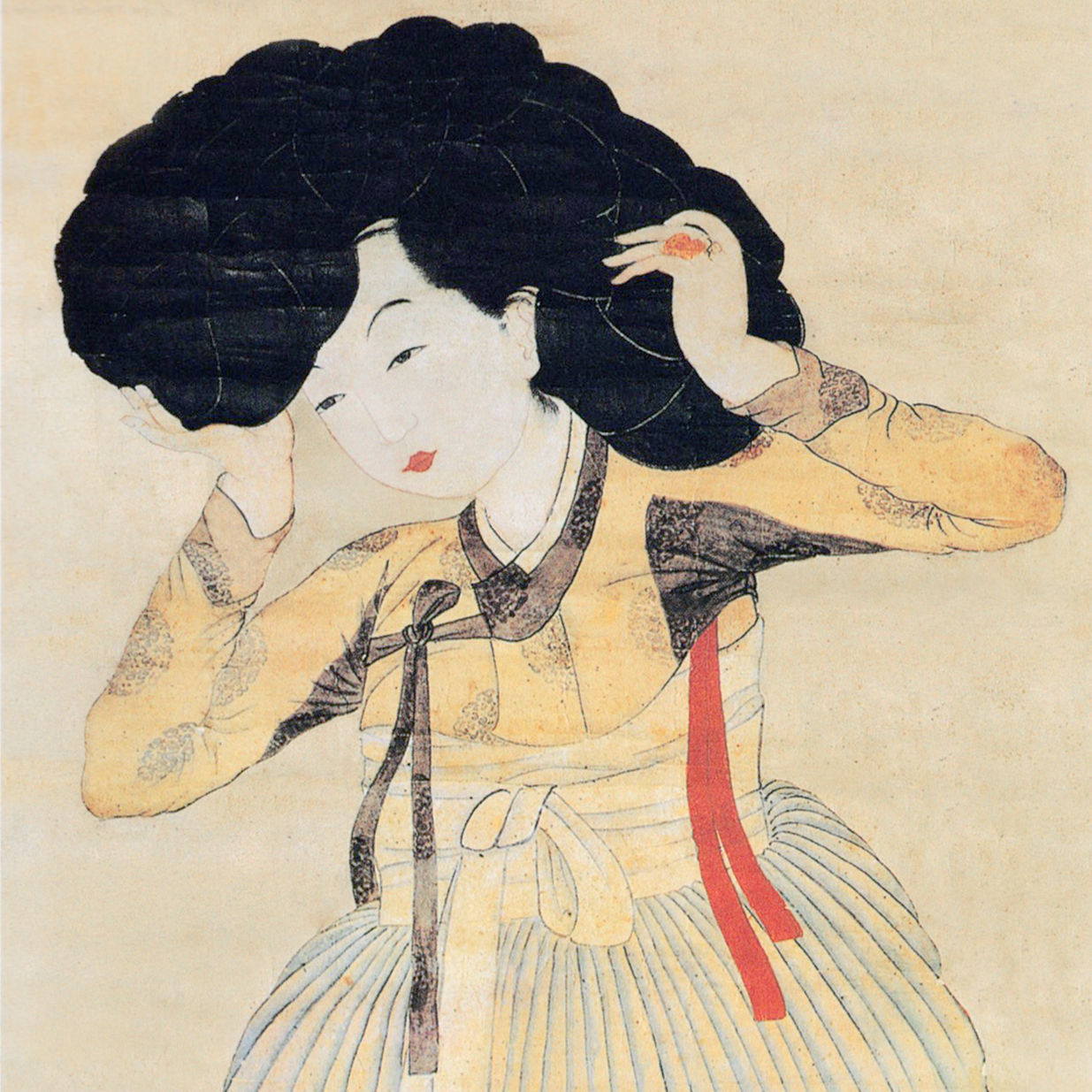
Miindo [Une beauté]. Peinture sur papier, détail, XIXe siècle
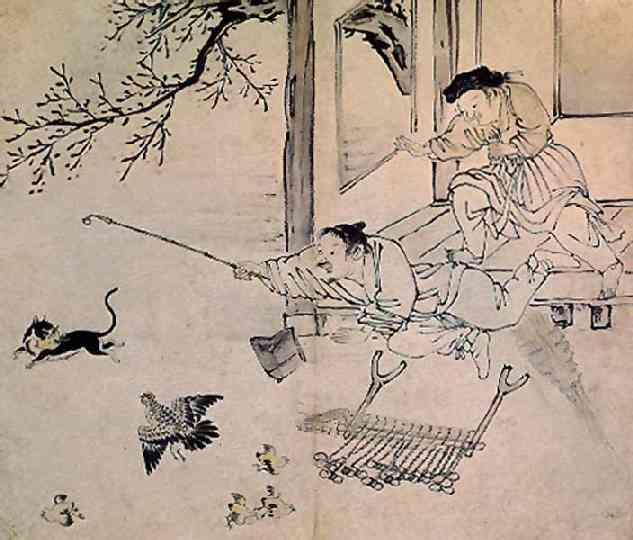
Pajeokdo dessin. Kim Deuksin. Période Joseon
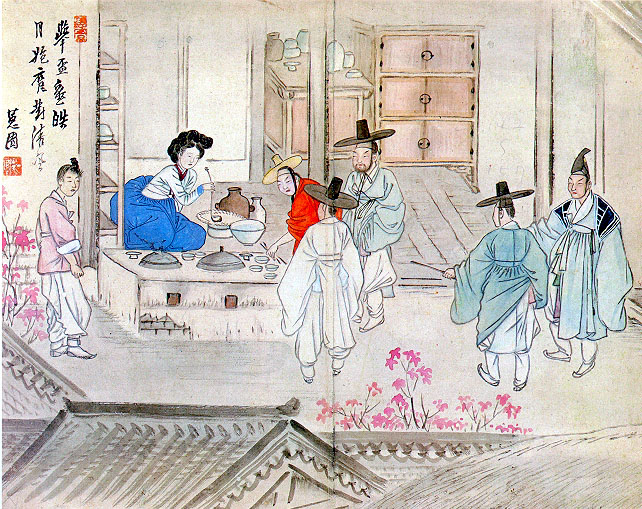
Scène de genre. tiré du Hyewon pungsokdo. Hyewon
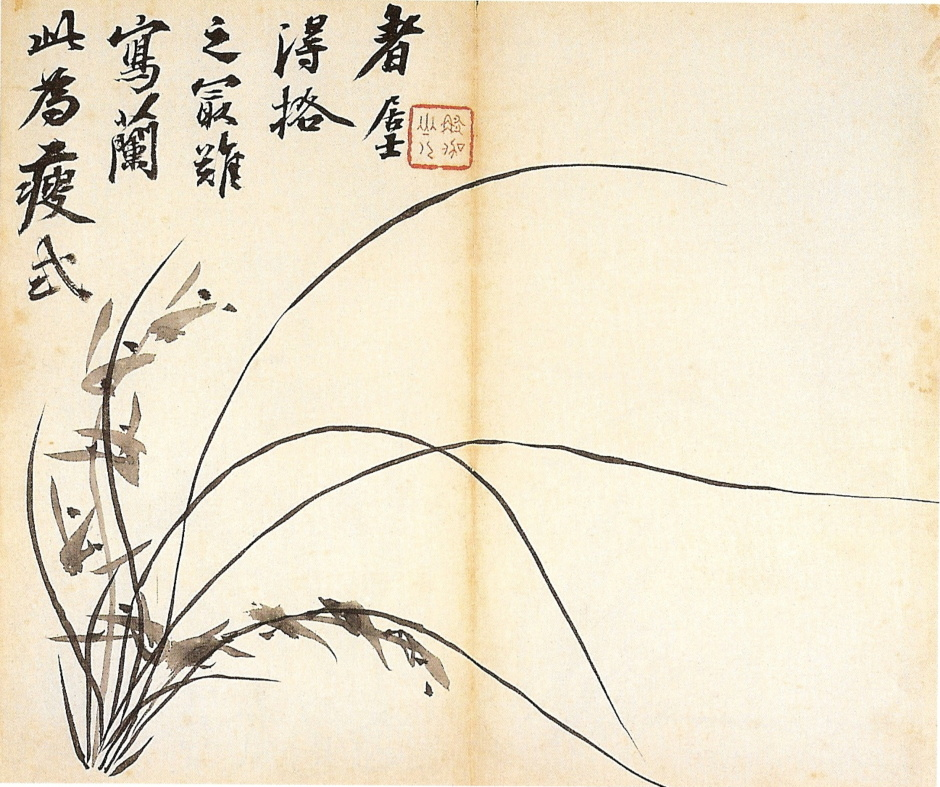
Orchidées. "Lumières à Seonran, Sumuk, île de Jeju" (en exil). Kim Chŏng-hui (1786-1857). 난맹첩 [4]. Encre sur papier, 27,0 X 22,9 cm.
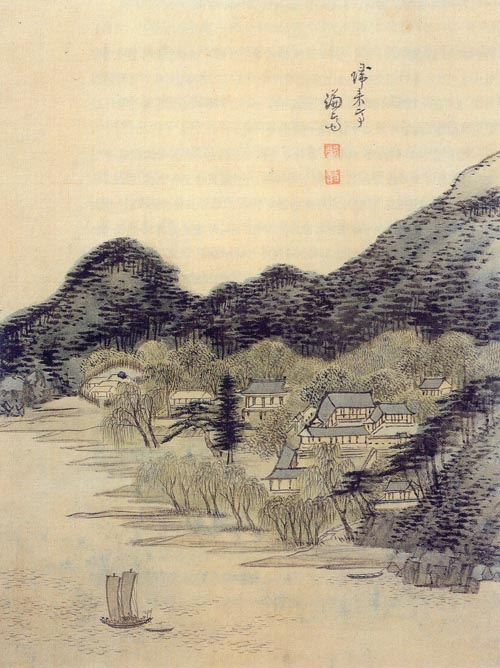
Jeong Seon (1676-1759), Hameau au pied du Deokyangsan. Encre sur papier

## Sources
- (en) Cet article est partiellement ou en totalité issu de l’article de Wikipédia en anglais intitulé « Gansong Art Museum » (voir la liste des auteurs).